# Калузька (станиця)
Калузька — станиця в Сєверському районі Краснодарського краю. Центр Калузького сільського поселення.
Населення близько двох тисяч мешканців.
Лежить на берегах невеликої річки Супс і її приток, у лісовій передгірній зоні, за 8 км на південний схід від станиці Новодмитріївська.
До складу Калузького сільського поселення крім станиці Калузької входить також селище Чибій.